# Zerstörer 1936B
Utvecklingen av den sista tyska jagarklassen under det andra världskriget var mycket förvirrande. Eftersom de var de första som beställdes av Zerstörer 1936-klassen så ändrades de till Zerstörer 1938B-designen. Eftersom utvecklingen av dessa skepp avbröts efter utbrottet av det andra världskriget. De skulle egentligen ha byggts som ytterligare fartyg av Zerstörer 1936A-klassen.
Efter att det blev tydligt att dubbeltornet med 15 cm kanoner gjorde fartyget mycket instabilt i svår sjö designades en modifierad version, Zerstörer 1936 B. Istället för dubbeltornet utrustades de fem projekterade fartygen med två enkeltorn och luftvärnet utökades. Bortsett från detta var fartygen mycket lika Zerstörer 1936A-klassen.
Eftersom de enbart användes i kustnära vatten och i Östersjön kunde inte fartygen bevisa att de var sjödugligare än deras föregångare.
Efter andra världskrigets utbrott avbröts byggandet av alla nya jagare. Istället beställdes 12 fartyg av Zerstörer 1936A-klassen.
För att spara material och ändra konstruktionstiden gjordes några mindre interna interna förenklingar och förändringar i modifikationer. 15 cm kanontornen togs ifrån redan beställda O-klass slagkryssare.
Motorerna förorsakade mindre besvär än de som fanns i de tidigare jagarna, men mot krigets slut uppvisade de kvarvarande fartygen svår korrosion i ångpannorna och i rören.

## Skepp av klassen
- Z35
  - Påbörjad: Deschimag Bremen, 6 juni 1941
  - Sjösatt: 2 oktober 1942
  - I tjänst: 22 september 1943
  - Öde: sänkt 12 december 1944

- Z36
  - Påbörjad: Deschimag Bremen, 15.09.1941
  - Sjösatt: 15 maj 1943
  - I tjänst: 19 februari 1944
  - Öde: sänkt 12 december 1944

- Z43
  - Påbörjad: Deschimag Bremen, 1 maj 1942
  - Sjösatt: 22 september 1943
  - I tjänst: 24 mars 1944
  - Öde: sänkt av egen besättning, den 3 maj 1945

- Z44
  - Påbörjad: Deschimag Bremen, 1942
  - Sjösatt: 20 januari 1944
  - I tjänst:
  - Öde: skrotad 1948-1949

- Z45
  - Påbörjad: Deschimag Bremen, 1942
  - Sjösatt: 15 april 1944
  - I tjänst:
  - Öde: skrotad på varv år 1946